# Fayez Banihammad
Fayez Rashid Ahmed Hassan al Qadi Banihammad (arab. ‏فايز راشد احمد حسن القاضي بني حمد‎; ur. 19 marca 1977 w Chur Fakkan, zm. 11 września 2001 w Nowym Jorku) – terrorysta, zamachowiec samobójca, jeden z pięciu porywaczy samolotu linii United Airlines (lot 175), który jako drugi rozbił się o jedną z wież World Trade Center (wieżę południową), w czasie zamachów z 11 września 2001 roku.
Pochodził ze Zjednoczonych Emiratów Arabskich. Miał za zadanie udusić pilotów samolotu, dlatego też wspólnie z Mohandem al-Shehrim wykupił bilet na miejsce możliwie jak najbliżej kabiny pilotów. Pełnił także funkcję drugiego pilota, na jednym z nagrań z czarnej skrzynki lotu 175 słychać głos Banihammada dochodzący z przedziału pasażerskiego w tylnej części maszyny o godzinie 8.45. Słychać tam odgłosy walki i duszenia, to świadczy o tym, że już trzy minuty po przejęciu samolotu i zabiciu pilotów Fayez Banihammad udał się na tył, aby nadzorować zachowanie pasażerów i stewardes, najprawdopodobniej wtedy chwycił jednego z pasażerów i zabił go nożykiem, w który był wyposażony. Następne minuty nagrania świadczyłyby, że Fayez Banihammad udał się do kokpitu, gdzie był już Marwan al-Shehhi, jednak nagranie to jest bardzo niewyraźne, słychać tylko, że ktoś wchodzi do kokpitu i krzyczy coś w języku arabskim. Trudno jednak określić, czy był to głos Banihammada, czy któregoś z jego kompanów. Ostatnie nagranie lotu 175 pochodzi z godziny 9.03:03 na sekundę przed uderzeniem samolotu w WTC 2 słychać krzyki kilku mężczyzn z kabiny pilotów, po czym głuchy huk i zapada cisza.